# Agave singuliflora
Agave singuliflora ist eine Pflanzenart aus der Gattung der Agaven (Agave) in der Unterfamilie der Agavengewächse (Agavoideae). Das Artepitheton singuliflora leitet sich von den lateinischen Worten singulus für ‚einer allein‘ sowie -florus für ‚-blütig‘ ab.

## Beschreibung
Agave singuliflora bildet Rhizome von 1,7 Zentimeter Länge und 1,2 Zentimeter Breite. Ihre Wurzeln sind fleischig. Die zwei bis acht (selten bis 14) ausgebreiteten, linealisch-lanzettlichen. halbsukkulenten Laubblätter sind rinnig. Ihre Spitze ist spitz und trägt ein mittelgroßes Spitzchen. Die glauken, manchmal an der Basis rot gefleckelte Blattspreite ist 17 bis 34 Zentimeter lang und 0,4 bis 1,3 (selten bis 1,5) Zentimeter breit. Die Blattränder weisen ein schmales hyalines Band auf. Die Reste der Blattbasis sind 4 bis 8 Zentimeter lang.
Der „ährige“ Blütenstand erreicht eine Höhe von 45 bis 116 Zentimeter. Der offene blütentragende Teil ist 5,2 bis 28 (selten bis 46) Zentimeter lang und trägt fünf bis (selten bis 16) meist sitzende, horizontale Blüten. Die unteren oder selten alle Blüten sind gestielt. Der fast aufrechte, ellipsoide Fruchtknoten ist 4 bis 10 Millimeter lang. Er steht in einem spitzen Winkel zur Blütenachse. Die Perigonblätter sind grün oder grün mit braunen Strichen auf den unteren Teilen. Die schmal trichterförmige, gebogene Blütenröhre  weist eine Länge von 15 bis 23 (selten bis 27) Millimeter auf. Ihre Mündung ist abwärts gerichtet. Die länglichen, zurückgerollten Zipfel sind 7 bis 12 (selten bis 18) Millimeter lang. Der weiße Griffel überragt die Blütenröhre um 5 bis 12 (selten bis 15) Millimeter. Die keulenförmigen Narben sind tief gefurcht. Die Blütezeit reicht vom späten Juni bis zum frühen Oktober.
Die kugelförmigen bis länglichen Früchte sind 1,5 bis 2,3 Zentimeter lang und 1,3 bis 1,7 Zentimeter breit. Sie enthalten Samen von 4 Millimeter Länge und 3 Millimeter Breite.

## Systematik und Verbreitung
Agave debilis ist in den mexikanischen Bundesstaaten Chihuahua, Durango und Zacatecas an kühle Hängen in der Region der Kiefern-Eichenwälder in Höhenlagen von 1675 bis 2590 Metern verbreitet 
Die Erstbeschreibung als Bravoa singuliflora durch Sereno Watson wurde 1887 veröffentlicht. Alwin Berger stellte die Art 1915 in die Gattung Agave. Nomenklatorische Synonyme sind Manfreda singuliflora (S.Watson) Rose (1903) und Polianthes singuliflora (S.Watson) Shinners (1966).
Die Art gehört in die Untergattung Manfreda und wird dort der Manfreda-Gruppe zugeordnet.

## Nachweise